# Брандсвілл (Міссурі)
Брандсвілл (англ. Brandsville) — місто (англ. city) в США, в окрузі Гавелл штату Міссурі. Населення — 127 осіб (2020).

## Географія
Брандсвілл розташований за координатами 36°39′3″ пн. ш. 91°41′47″ зх. д. / 36.65083° пн. ш. 91.69639° зх. д. (36.650740, -91.696457).  За даними Бюро перепису населення США в 2010 році місто мало площу 1,35 км², уся площа — суходіл.

## Демографія
Згідно з переписом 2010 року, у місті мешкала 161 особа в 61 домогосподарстві у складі 39 родин. Густота населення становила 119 осіб/км².  Було 79 помешкань (58/км²).
Расовий склад населення:
| - 89,4 % — білих - 0,6 % — корінних американців - 8,7 % — осіб інших рас |

До двох чи більше рас належало 1,2 %. Частка іспаномовних становила 12,4 % від усіх жителів.
За віковим діапазоном населення розподілялося таким чином: 27,3 % — особи молодші 18 років, 62,8 % — особи у віці 18—64 років, 9,9 % — особи у віці 65 років та старші. Медіана віку мешканця становила 30,9 року. На 100 осіб жіночої статі у місті припадало 120,5 чоловіків;  на 100 жінок у віці від 18 років та старших — 134,0 чоловіків також старших 18 років.
Середній дохід на одне домашнє господарство  становив 24 975 доларів США (медіана — 15 833), а середній дохід на одну сім'ю — 30 755 доларів (медіана — 21 250). За межею бідності перебувало 54,1 % осіб, у тому числі 54,5 % дітей у віці до 18 років та 26,1 % осіб у віці 65 років та старших.
Цивільне працевлаштоване населення становило 32 особи. Основні галузі зайнятості: виробництво — 31,3 %, освіта, охорона здоров'я та соціальна допомога — 31,3 %, транспорт — 12,5 %, роздрібна торгівля — 9,4 %.